# Menecina tunicula
Menecina tunicula là một loài bướm đêm trong họ Noctuidae.